# Nomi sulla Torre Eiffel
L'ingegnere Gustave Eiffel decise di far incidere, sotto la balconata del primo piano della Torre Eiffel, i nomi di 72 cittadini francesi, soprattutto scienziati e ingegneri, in segno di riconoscimento per i loro studi. I nomi, ben visibili dal suolo, sono equamente distribuiti su tutto il perimetro della torre, 18 per ciascun lato. Ricoperti di vernice all'inizio del XX secolo, vennero recuperati e restaurati tra il 1986 ed il 1987. Dell'elenco non fa parte nessuna donna; critiche sono state mosse negli anni per l'esclusione ad esempio della matematica Sophie Germain, le cui ricerche sulla teoria dell'elasticità furono cruciali per la costruzione della torre stessa.
Qui di seguito si riporta la lista completa, facciata per facciata, dei nomi dei 72 cittadini incisi sulla torre.

## La facciata Trocadéro
| N. | Nome inciso | Nome completo                  | Anno di nascita e di morte | Professione             |
| -- | ----------- | ------------------------------ | -------------------------- | ----------------------- |
| 1  | SEGUIN      | Marc Seguin                    | 1786-1875                  | ingegnere               |
| 2  | LALANDE     | Jérôme Lalande                 | 1732-1807                  | astronomo               |
| 3  | TRESCA      | Henri Tresca                   | 1814-1885                  | ingegnere               |
| 4  | PONCELET    | Jean-Victor Poncelet           | 1788-1867                  | matematico ed ingegnere |
| 5  | BRESSE      | Jacques Antoine Charles Bresse | 1822-1883                  | ingegnere               |
| 6  | LAGRANGE    | Joseph-Louis Lagrange          | 1736-1813                  | matematico              |
| 7  | BELANGER    | Jean-Baptiste Charles Bélanger | 1790-1874                  | matematico              |
| 8  | CUVIER      | Georges Cuvier                 | 1769-1832                  | naturalista             |
| 9  | LAPLACE     | Pierre-Simon Laplace           | 1749-1827                  | astronomo e matematico  |
| 10 | DULONG      | Pierre Louis Dulong            | 1785-1838                  | fisico e chimico        |
| 11 | CHASLES     | Michel Chasles                 | 1793-1880                  | matematico              |
| 12 | LAVOISIER   | Antoine Lavoisier              | 1743-1794                  | chimico                 |
| 13 | AMPERE      | André-Marie Ampère             | 1775-1836                  | matematico e fisico     |
| 14 | CHEVREUL    | Michel Eugène Chevreul         | 1786-1889                  | chimico                 |
| 15 | FLACHAT     | Eugène Flachat                 | 1802-1873                  | ingegnere               |
| 16 | NAVIER      | Claude-Louis Navier            | 1785-1835                  | matematico              |
| 17 | LEGENDRE    | Adrien-Marie Legendre          | 1752-1833                  | matematico              |
| 18 | CHAPTAL     | Jean-Antoine Chaptal           | 1756-1832                  | agronomo e chimico      |

## La facciata Grenelle
| N. | Nome inciso  | Nome completo                  | Anno di nascita e di morte | Professione                |
| -- | ------------ | ------------------------------ | -------------------------- | -------------------------- |
| 19 | JAMIN        | Jules Jamin                    | 1818-1886                  | fisico                     |
| 20 | GAY-LUSSAC   | Louis Joseph Gay-Lussac        | 1778-1850                  | chimico                    |
| 21 | FIZEAU       | Hippolyte Fizeau               | 1819-1896                  | fisico                     |
| 22 | SCHNEIDER    | Eugène Schneider               | 1805-1875                  | industriale                |
| 23 | LE CHATELIER | Louis Le Chatelier             | 1815-1873                  | chimico                    |
| 24 | BERTHIER     | Pierre Berthier                | 1782-1861                  | mineralogista              |
| 25 | BARRAL       | Jean-Augustin Barral           | 1819-1884                  | agronomo, chimico e fisico |
| 26 | DE DION      | Henri de Dion                  | 1828-1878                  | ingegnere                  |
| 27 | GOUIN        | Ernest Goüin                   | 1815-1885                  | ingegnere ed industriale   |
| 28 | JOUSSELIN    | Louis Didier Jousselin         | 1776-1858                  | ingegnere                  |
| 29 | BROCA        | Paul Broca                     | 1824-1880                  | medico ed antropologo      |
| 30 | BECQUEREL    | Antoine César Becquerel        | 1788-1878                  | fisico                     |
| 31 | CORIOLIS     | Gaspard-Gustave Coriolis       | 1792-1843                  | ingegnere                  |
| 32 | CAIL         | Jean-François Cail             | 1804-1871                  | industriale                |
| 33 | TRIGER       | Jacques Triger                 | 1801-1867                  | ingegnere                  |
| 34 | GIFFARD      | Henri Giffard                  | 1825-1882                  | inventore                  |
| 35 | PERRIER      | François Perrier               | 1833-1888                  | geografo e matematico      |
| 36 | STURM        | Jacques Charles François Sturm | 1803-1855                  | matematico                 |

## La facciata École Militaire
| N. | Nome inciso | Nome completo               | Anno di nascita e di morte | Professione         |
| -- | ----------- | --------------------------- | -------------------------- | ------------------- |
| 37 | CAUCHY      | Augustin Louis Cauchy       | 1789-1857                  | matematico          |
| 38 | BELGRAND    | Eugène Belgrand             | 1810-1878                  | ingegnere           |
| 39 | REGNAULT    | Henri Victor Regnault       | 1810-1878                  | chimico e fisico    |
| 40 | FRESNEL     | Augustin-Jean Fresnel       | 1788-1827                  | fisico              |
| 41 | DE PRONY    | Gaspard de Prony            | 1755-1839                  | ingegnere           |
| 42 | VICAT       | Louis Vicat                 | 1786-1861                  | ingegnere           |
| 43 | EBELMEN     | Jacques-Joseph Ebelmen      | 1814-1852                  | chimico             |
| 44 | COULOMB     | Charles Augustin de Coulomb | 1736-1806                  | fisico              |
| 45 | POINSOT     | Louis Poinsot               | 1777-1859                  | matematico          |
| 46 | FOUCAULT    | Jean Bernard Léon Foucault  | 1819-1868                  | fisico              |
| 47 | DELAUNAY    | Charles-Eugène Delaunay     | 1816-1872                  | astronomo           |
| 48 | MORIN       | Arthur Morin                | 1795-1880                  | matematico e fisico |
| 49 | HAUY        | René Just Haüy              | 1743-1822                  | mineralogista       |
| 50 | COMBES      | Charles Combes              | 1801-1872                  | ingegnere           |
| 51 | THENARD     | Louis Jacques Thénard       | 1777-1857                  | chimico             |
| 52 | ARAGO       | François Arago              | 1786-1853                  | astronomo e fisico  |
| 53 | POISSON     | Siméon Denis Poisson        | 1781-1840                  | matematico.         |
| 54 | MONGE       | Gaspard Monge               | 1746-1818                  | matematico          |

## La facciata La Bourdonnais
| N. | Nome inciso | Nome completo                    | Anno di nascita e di morte | Professione                                |
| -- | ----------- | -------------------------------- | -------------------------- | ------------------------------------------ |
| 55 | PETIET      | Jules Petiet                     | 1813-1871                  | ingegnere                                  |
| 56 | DAGUERRE    | Louis Daguerre                   | 1787-1851                  | pittore e chimico                          |
| 57 | WURTZ       | Charles Adolphe Würtz            | 1817-1884                  | chimico                                    |
| 58 | LE VERRIER  | Urbain Le Verrier                | 1811-1877                  | astronomo                                  |
| 59 | PERDONNET   | Auguste Perdonnet                | 1808-1867                  | ingegnere                                  |
| 60 | DELAMBRE    | Jean-Baptiste Joseph Delambre    | 1749-1822                  | astronomo                                  |
| 61 | MALUS       | Étienne Louis Malus              | 1775-1812                  | ingegnere, fisico e matematico             |
| 62 | BREGUET     | Louis Breguet                    | 1804-1883                  | fisico                                     |
| 63 | POLONCEAU   | Camille Polonceau                | 1778-1847                  | ingegnere                                  |
| 64 | DUMAS       | Jean Baptiste Dumas              | 1800-1884                  | chimico e politico                         |
| 65 | CLAPEYRON   | Benoît Paul Émile Clapeyron      | 1799-1864                  | ingegnere e fisico                         |
| 66 | BORDA       | Jean-Charles de Borda            | 1733-1799                  | matematico, fisico, ammiraglio e metrologo |
| 67 | FOURIER     | Jean Baptiste Joseph Fourier     | 1768-1830                  | matematico e fisico                        |
| 68 | BICHAT      | Marie François Xavier Bichat     | 1771-1802                  | anatomista e fisiologo                     |
| 69 | SAUVAGE     | François Clément Sauvage         | 1814-1872                  | ingegnere                                  |
| 70 | PELOUZE     | Théophile-Jules Pelouze          | 1807-1867                  | chimico                                    |
| 71 | CARNOT      | Lazare Nicolas Marguerite Carnot | 1753-1823                  | matematico e fisico                        |
| 72 | LAME        | Gabriel Lamé                     | 1795-1870                  | matematico e fisico                        |